# Botswana na Letních olympijských hrách 2016
Botswana se účastnila Letní olympiády 2016 v počtu 12 sportovců ve třech sportech. Nezískala žádnou medaili.

## Seznam sportovců

### Atletika
- Isaac Makwala
- Karabo Sibanda
- Baboloki Thebe
- Nijel Amos
- Boitumelo Masilo
- Leaname Maotoanong
- Onkabetse Nkobolo
- Christine Botlogetswe
- Lydia Jele

### Judo
- Gavin Mogopa

### Plavání
- David van der Colff
- Naomi Ruele